# Okręg La Trinité
Okręg La Trinité (fr. Arrondissement de La Trinité) – okręg na Martynice. Populacja wynosi 86 700.

## Podział administracyjny
W skład okręgu wchodzą następujące kantony:
- Ajoupa-Bouillon,
- Basse-Pointe,
- Gros-Morne,
- La Trinité,
- Lorrain,
- Macouba,
- Marigot,
- Robert-1-Sud,
- Robert-2-Nord,
- Sainte-Marie-1-Nord,
- Sainte-Marie-2-Sud.